# Хетська література

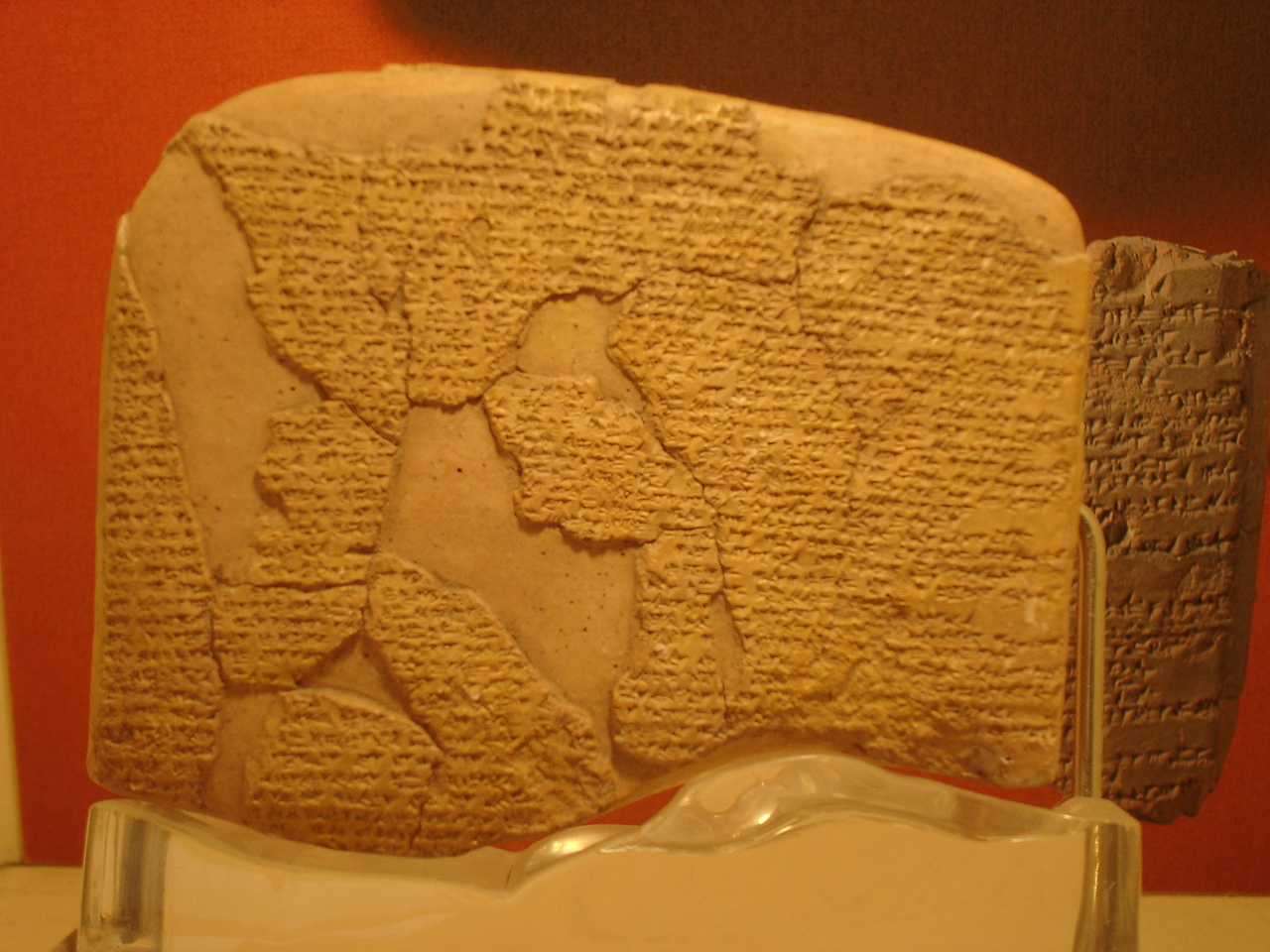
Хетська клинописна таблиця

Хетська література (хеттська, несійська) — література індоєвропейського народу хетів, що населяв Анатолію (Малу Азію) з кінця III тисячоліття до 6 століття до Р.Х. Іноді до хетської літератури зараховують не лише твори хетською мовою, а й мовами інших народів, які населяли хетську державу (хатською, хуритською, лувійською, палайською тощо), і якими користувалися хетські писарі. Нижче під хетською літературою матимуться на увазі тексти, написані хетською мовою. Літературні твори охоплювали період 1600-1180-ті до н. е. і зникли разом із хетською державністю, яка остаточно впала під натиском народів моря. Після цього література регіону писалася переважно лувійською мовою.
Хетська література є найдавнішою зафіксованою на письмі літературою індоєвропейської родини мов, до якої належать і слов'янські мови. Тобто це найближчий родич української літератури з-поміж літератур стародавнього світу. Один із головних персонажів міфологічної хетської літератури — бог грози Пірве (Піруе), прямо споріднений із Перуном.
У хетській літературі зафіксовано багато спільних індоєвропейських рис у міфологічних образах, обрядовій поезії і навіть поетичній метриці. Усі ці риси згодом стали поширеними у всіх європейських літературах, включно з давньоукраїнською.

## Мова
Хетська мова (самоназва — несійська, за містом Неса) належить до анатолійської групи індоєвропейської родини мов. Є найдавнішою зафіксованою на письмі індоєвропейською мовою. З-поміж анатолійських індоєвропейських мов хетська є найдавнішою, пізніше виокремилася лідійська мова, потім палайська, і на останньому етапі лувійська, лікійська, мілійська, карійська, сидетська та пісідійська. Хетська мова отримала статус державної у Хетській державі у 17 столітті до Р. Х. і звідтоді мала письмові фіксації. У 11 столітті після падіння Хетської держави тексти хетською більше не з'являються. Імовірно, ще за кілька століть до цього у живому мовленні хетська була витіснена лувійською.
Серед анатолійських мов хетська має найбільший корпус текстів, що збереглися, і саме тому є найкраще вивченою. Переважна більшість текстів інтерпретуються однозначно.
Хетська писемність існувала у вигляді складового клинопису, близького до староассирійського та старовавилонського. Клинопис викладався у спеціальних писарських школах, а наприкінці історії держави там же викладалася і сама хетська мова, яка вже зникала (або зникла) із живого мовлення.
Історично мову поділяють на давньохетську, яка поступово еволюціонувала у середньохетську, а також новохетську, яка зазнала значних іншомовних впливів (хуритського, лувійського тощо).

## Корпус текстів

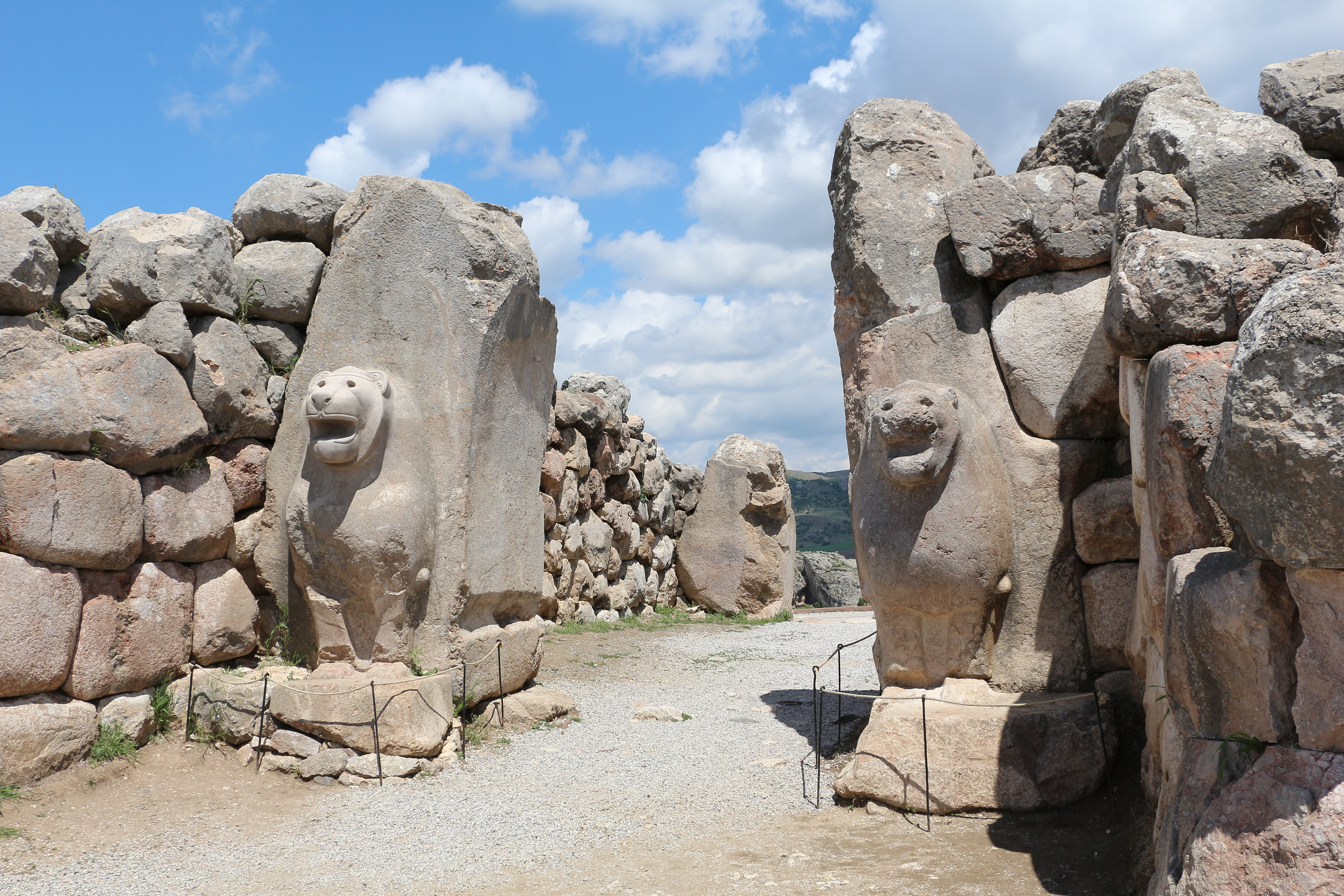
Брама Хаттуси

Основний масив пам'яток було знайдено у царському архіві у Хаттусі (сучасний Богазкей) розкопки якого почалися у 1906 році і тривають донині. Тут збереглося 30-35 тисяч фрагментів, що представляють 3000-3500 глиняних таблиць різних жанрів. Понад тисячу фрагментів таблиць переважно культового змісту знайдено у місті Сапінува (сучасний Ортакей), однак більшість із них не опубліковано. У місті Табікка (сучасний Машат-Хеюк) виявлено понад сотню документів, але це переважно ділове листування. У Сариссі (сучасний Кушакли) знайдено кілька десятків таблиць культового змісту та кілька листів. Окремі тексти було знайдено в Угариті, Емарі (північна Сирія), Амарні (Єгипет), Алаласі (південна Туреччина), Тарсі (Кілікія) та у столиці каситів Дур-Курігальзу (південна Месопотамія).
Для хетів була характерна асиміляція різноманітних культур: хатів, хуритів, палайців тощо. Відповідно, велика частина хетської літератури є перекладною. Саме у хетських архівах збереглися тексти на інших давніх мовах Анатолії, часто двомовні, що полегшило їхнє розшифрування.
Хоча основний масив текстів Хаттуси написаний хетською, однак там присутні таблички ще сімома іншими мовами. Західний діалект аккадської (семітська група мов) використовувався для міжнародного листування і договорів, а також для деяких престижних актів всередині самого царства (наприклад, для дарування землі та царських указів). Хатська мова була мовою корінного населення регіону, коли його підкорили хети. Оскільки хети вважали, що вигідніше приймати чужих богів, а не боротися з ними, то включили хатський пантеон до власного культу, і всі ритуали хатським богам виконували хатською мовою. Завдяки цьому збереглися хетські записи хатських текстів, включно з білінгвами (сама хатська, імовірно, власної писемності не мала). З такої ж релігійної причини хети зберегли зразки текстів палайською мовою, якою говорило індоєвропейське населення північно-західної Анатолії під час Давньохетського царства (17-16 століття до Р. Х.). Палайська мова вимерла у 15 столітті до Р. Х., що робить її найдавнішою мертвою індоєвропейською мовою серед відомих. Лувійська мова була іншою анатолійською індоєвропейською мовою, якою говорили в регіоні, вона проіснувала значно довше за саму хетську мову і Хетське царство. У Новохетському царстві вона була основною розмовною мовою. Лувійська у хетських архівах збереглася у двох варіантах: клинописному та ієрогліфічному. Хуритська мова з хурито-урартської родини, що не споріднена ні з індоєвропейською, ні з афразійською (семітські та давньоєгипетська мови) родинами, теж широко представлена у хетських архівах, зокрема у записах міфів та епічних сказань. Шумерську мову теж знали в Хетському царстві і вона навіть викладалася, однак у шумерських табличках Хаттуси така кількість помилок, що хетів не можна назвати вправними учнями у цьому випадку. І, зрештою, у архіві виділяють індоарійський суперстрат (фрагменти невідомої індоєвропейської мови, не спорідненої з анатолійськими мовами), який міститься у хетському трактаті про приручення коней, що свідчить про міграцію індоарійців на територію Міттані і навіть до Хетського царства.
Більшість текстів у архіві Хаттуси були записані під час правління Хаттусілі III та його сина і наступника Тудхалії IV близько 1267-1209 років до Р. Х. Утім, збереглися деякі таблички, що сягають 17 століття до Р.Х., а також велика частина пізніших табличок є копіями більш давніх.
Усі тексти хетських архівів були записані вищими колами суспільства для своїх потреб. На відміну від Месопотамії, не збереглося текстів, які писалися нижчими прошарками, навіть суто господарських. Такі тексти точно існували, однак імовірно записувалися не на глиняних табличках, а на матеріалі, що не зберігся. Існують згадки про два класи писарів — перші писали на глиняних табличках, а другі на дереві. Припускають, що писарі по дереву писали ієрогліфічним письмом, оскільки незрозуміло навіщо тоді розділяти ці два класи. Виглядає, що клинописне письмо було прерогативою виключно царського двору та служителів культу.

## Межі літератури
Аби виокремити хетську літературу з усього масиву текстів не можна застосовувати принцип «мистецтво задля мистецтва», оскільки подібні уявлення були абсолютно чужі хетам. Зазвичай до хетської літератури зараховують усі релігійні та придворні тексти, включно з дипломатичним листуванням, описами церемоній та ритуалів, придворними інструкціями і настановами, історичні аннали, а також нечисленні зразки жанрів, які стали вважатися літературою у пізніші часи. Усі ці тексти тією чи іншою мірою мають естетичну і літературну цінність, оскільки навіть адміністративні тексти писалися піднесеним стилем із багатим використанням метафор та інших тропів.
Не зараховують до хетської літератури зазвичай нормативні акти і закони, професійні посібники, листи та іншомовні тексти, які використовувалися для навчання писарів у школах.

## Історичний фон
Історія стародавнього Близького Сходу у 2000—1000 до Р. Х. переважно позначена суперництвом двох народів — індоєвропейців хетів, що мешкали у центрі Малої Азії, асимілювали давній народ хатів та об'єдналися у могутню Хетську державу у 18 столітті до Р. Х., та неіндоєвропейського і несемітського народу хуритів, що складали з 24 століття до Р.Х. головну частину населення північної Месопотамії та північної Сирії (найвідоміше їхнє державне утворення — Міттані). Вже у 17 столітті до Р. Х. просування хетів на південь призвело до їхнього зіткнення з хуритами і до впливів хуритської культури на хетів.
Історію Хетської держави поділяють на три періоди: Давньохетське царство (1700—1500 до Р. Х.), Середньохетське царство (1500—1430 до Р. Х.) та Новохетське царство або імперія (1430—1180 до Р. Х.).
У 12 столітті до Р. Х. Хетська держава припинила існування, міста були зруйновані або занепали. Головною причиною занепаду вважаються напади народів моря, хоча є й інші теорії (економічна криза, зміна погодних умов, війни). Занепад хетської цивілізації відбувся у межах так званої «катастрофи бронзової доби». Після цього на історичну арену виходять інші анатолійські індоєвропейські народи (лувійці, лідійці), а цивілізаційний центр на близькому сході зміщується у бік Ізраїльського царства, арамейських державних утворень та Новоассирійської імперії.

### Роль правителя і царського двору

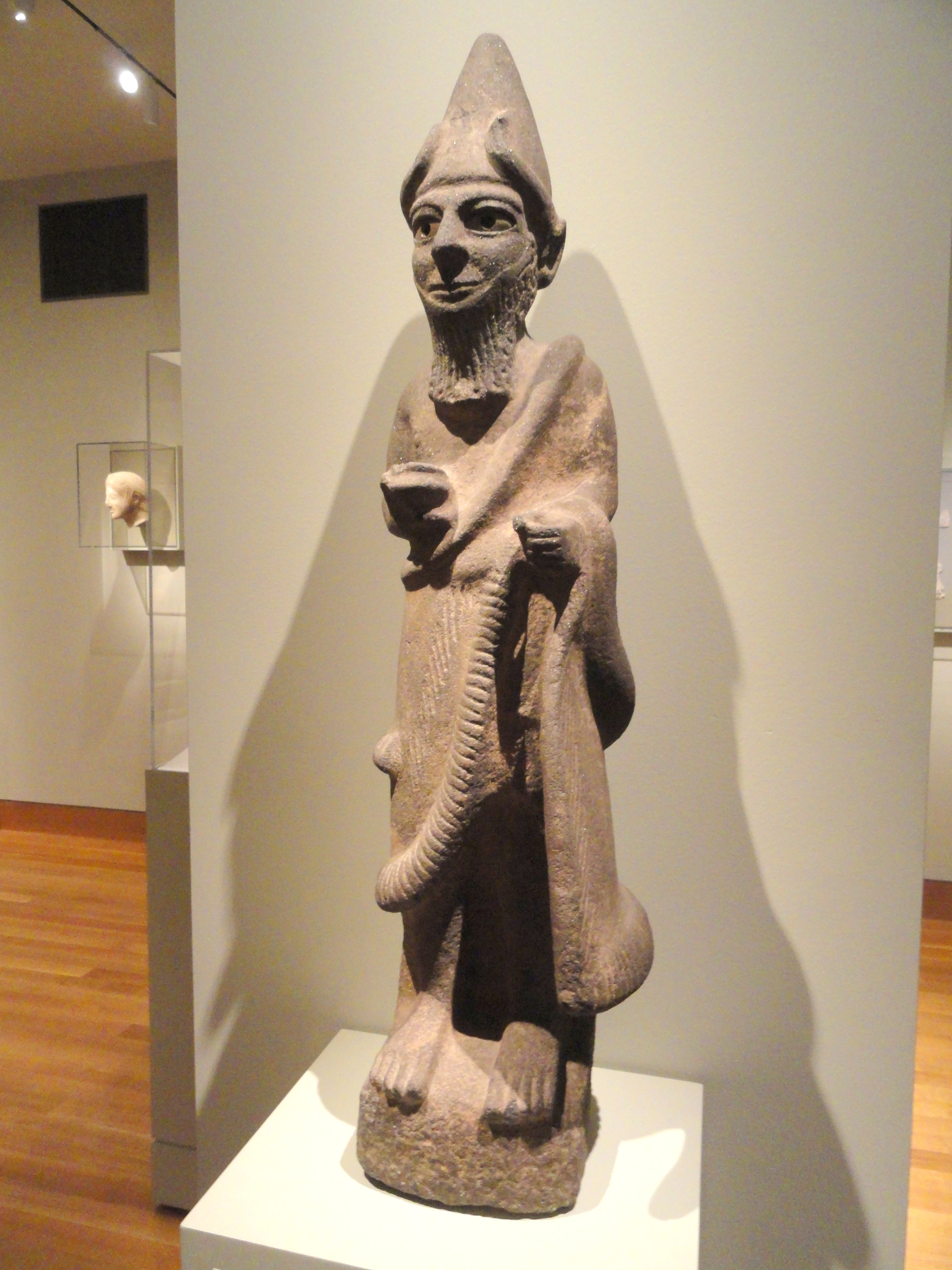
Цар-Жрець

Для розуміння хетських текстів слід мати на увазі роль царя у Хетській державі. Правитель у хетів вважався посередником між народом та богами, при цьому саме боги вважалися справжніми власниками країни. Цар представляв свій народ перед богами і відповідав за дії підданих. Його посада мала потрійний характер: він був головним жерцем усіх богів, командувачем військових сил, а також головним в адміністративних та суддівських питаннях. Цар міг делегувати частину своїх повноважень підлеглим, але на ньому лежала повна відповідальність за ці сфери.
Адміністративна система хетів була переважно родовою, а не бюрократичною, посади надавалися родичам чи передавалися у спадок. Увесь адміністративний апарат і царський двір називали «великою родиною».
Усі клинописні записи мали допомагати царю та його придворним служити богам, навіть адміністративні та дипломатичні тексти. Добробут держави напряму пов'язувався з участю богів. Історичні аннали були своєрідно формою звітування царя перед богами. Розважальна література мала підтримувати у царів гарний настрій і цим допомагати їм виконувати свої обов'язки. Особисті листи, домашні господарські документи, рахунки, заповіти і подібні тексти, які складали основну кількість текстових пам'яток шумерською та аккадською, для хеттів не були пов'язані з богами, тому для їхнього запису не використовувалося клинописне письмо. Їх імовірно писали ієрогліфічним письмом. Такі тексти практично не збереглися, бо писалися на дереві чи інших недовговічних матеріалах.

### Погляди хетів на історію
На думку хетів, перебіг подій людської історії визначається богами, причому переважно у відповідності до принципів правосуддя. Коли хтось із хетських правителів захоплював владу всупереч установленому порядку, він обов'язково намагався виправдатися, вказати, що така воля богів, і обґрунтувати, чому він кращий правитель з точки зору богів, ніж його суперник. З іншого боку, в літературі дуже часто зустрічаються пояснення стихійних лих та епідемій як покарання богів за узурпаторство влади чи інші неправочинні дії правителів.
Історична література хетів позначена тим, що вона більш суха й аналітична у порівнянні з цим жанром у Месопотамії та Єгипті. У текстах дуже мало описів чудес, а то й взагалі немає подібного. З іншого боку вона теж тенденційна, як і інші історичні тексти стародавнього світу.

## Давньохетська література
Найархаїчніші зразки хетської літератури пов'язані з тим часом, коли головним містом хетів був Канес (Неса, сучасне Культепе). За цим періодом отримала назву і клинописна хетська мова — несійська або канесійська. Про богів з іменами індоєвропейського походження, наприклад про Пірве, хети і пізніше говорили як про «богів Канеса», до них слід було звертатися «канеською», їх оспівували у старих несійських традціях гімнів богам.

### Найдавніший текст
Несійська література була вільною від хуритського впливу. Найдавнішою пам'яткою, що дійшла до нас (у пізніших копіях) вважається «Напис Анітти» (CTH 1), царя, що жив близько 18 століття до Р.Х. Хоча у той час хети запозичили аккадський клинопис та аккадські літературні зразки, однак у цьому написі є формули та композиційні рішення, які є суто хетськими і розвивалися у подальшій хетській літературі. Цей текст насправді є збіркою написів трьох правителів міст Куссари і згодом Неси з періоду, коли вони були ассирійською колонією, за сто років до виникнення Хетської держави. Імовірно, хети зберегли цей текст, бо відчували спорідненість з Пітаною та Аніттою, хоча національність цих людей лишається неясною.

### Індоєвропейська обрядова поезія і ритуали

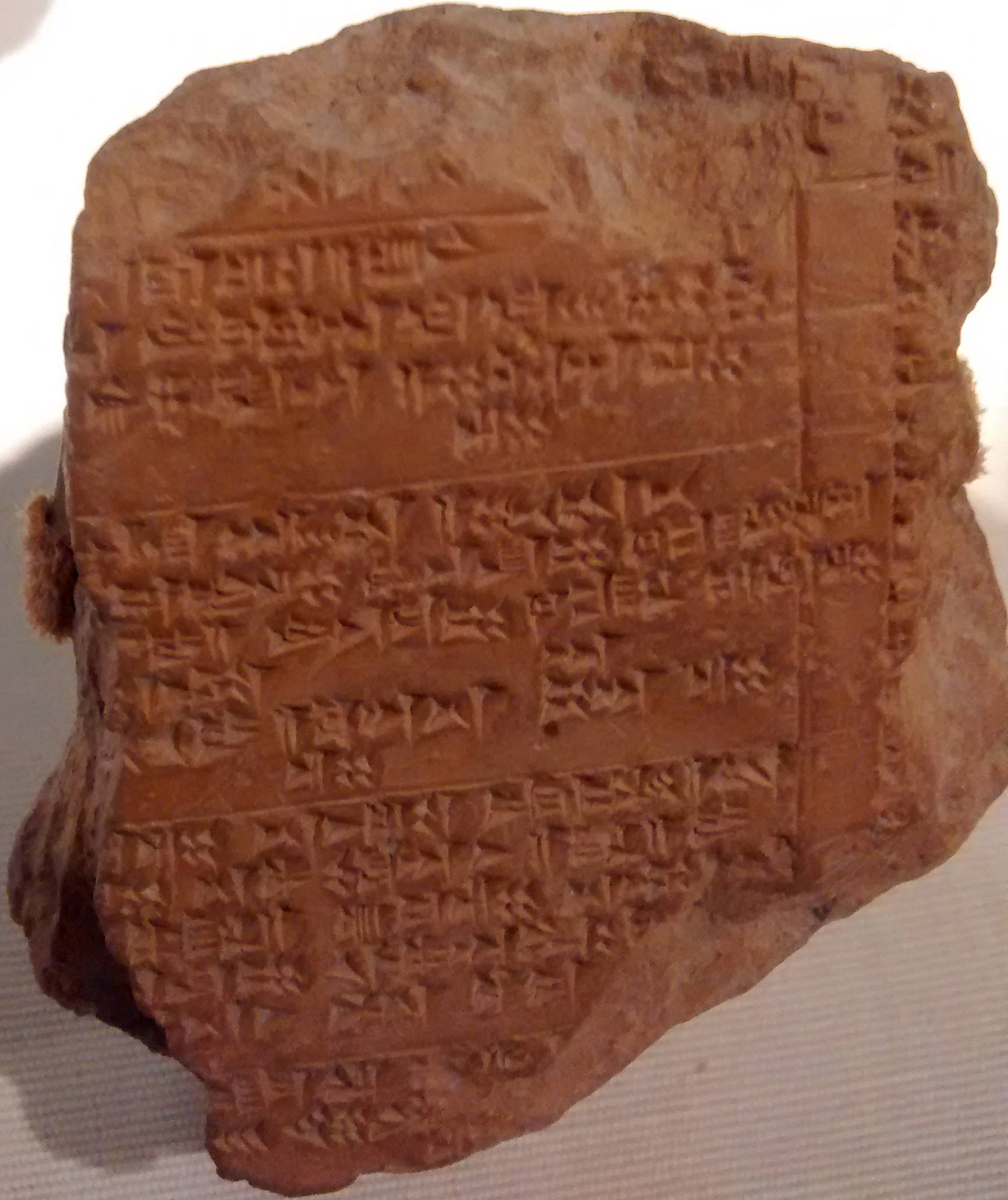
Таблиця з культовим текстом

У складі історичної оповіді про війну з хуритами збереглася старовинна погребальна пісня. Восьмискладові або дев'ятискладові строфи поділені п'ятискладовим рефреном і характеризуються внутрішнім паралелізмом. Імовірно, цей вірш відображає стару усну традицію. Його метрична форма нагадує спільноєвропейські віршовані розміри, що відновлюються на основі порівняння давньоіндійських (як ведійська восьмискладова пада), давньогрецьких, слов'янських, балтійських, кельтських, найдавніших латинських, германських та вірменських метрів. Тому імовірно, що тут перед нами найдавніший зразок індоєвропейської метричної традиції, який ще зберігався у хетів після їхнього приходу у центральну Анатолію.
Серед обрядів, які не зустрічалися в Анатолії до хеттів і які пов'язані зі спільноіндоєвропейськими, належить ритуал спалення померлого царя (який багато в чому збігається з гомерівським грецьким). У складі детального хетського опису цього обряду збереглася і ритуальна пісня, котра за своїм основним змістом та формою зводиться до давньої індоєвропейської традиції із уявленням про потойбічний світ як про пасовисько, де пасуться домашні тварини, яких приносять у жертву і спалюють при похованні царя. Навіть назва цього пасовиська, хетське uellu, споріднена грецькій назві Єлисейських полів та імені східнослов'янського бога-пастуха Велеса, і є спільноіндоєвропейською.
Той самий висновок можна зробити і з приводу давньохетського гімна богу Пірві (CTH 328), який записаний з чітким поділом на двовірші. У цьому гімні відображена й інші характерна особливість поезії на давніх індоєвропейських мовах — ім'я самого бога Пірви (споріднений до Перуна) повторюється в звуках інших слів вірша, вибудуваного як анаграма Пірви.
Судячи за стилем, до того ж найдавнішого шару хетської літератури лежить перший із поширених у ній гротесків — «Діалог Храму Бога Грози з чудовиськами», які немов Геракл мали виконати дивовижні і складні подвиги, але повернулися з визнанням своєї поразки. Під чудовиськами ймовірно маються на увазі злочинці, які просять дати їм спокутувати провину, але їхні злочини надто сильні, щоби вони могли здійснити спокутування.

### Міфи хатського походження

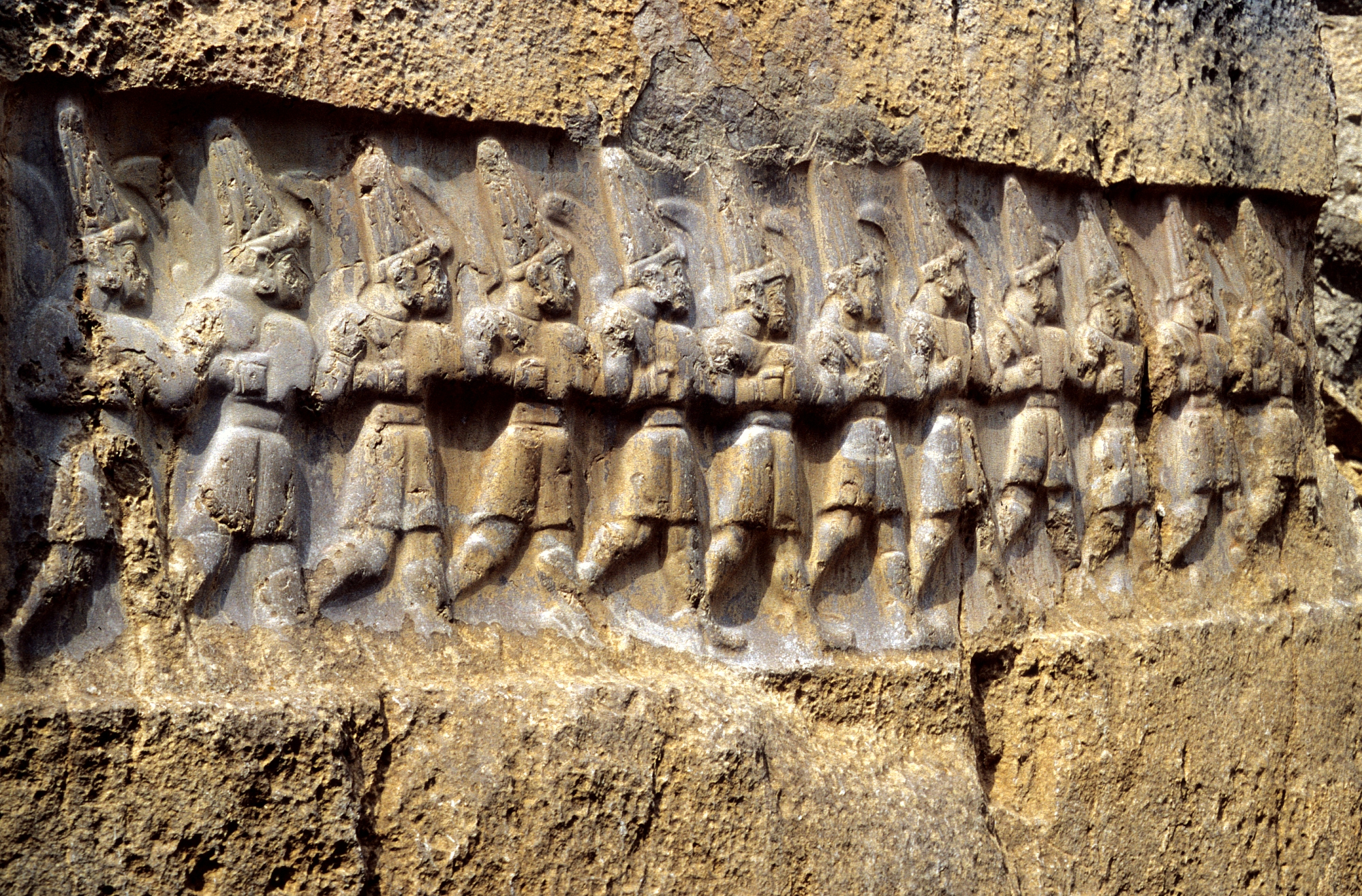
Хетські боги підземного світу

Хетськими міфами називають сказання та легенди про богів. Від епосу їх вирізняють за головним героєм: у міфі головною дійовою особою виступає божество, а в епосі — людина.
Оригінальних хетських міфів (тобто індоєвропейських) майже не збереглося, абсолютна більшість міфологічних оповідей є перекладами, переказами чи адаптацією міфів первісного населення Анатолії — хатів. Зрідка трапляються імена суто хетських богів (наприклад, бог грози Пірве, аналог Перуна), однак головними дійовими особами зазвичай виступають неіндоєвропейські божества хатів. Усі ці міфи тісно вплетені у релігійний ритуал і збереглися у лише складі записів релігійних церемоній.
«Місяць, що упав з неба» (CTH 727) — один із найвідоміших зразків хетських міфів хатського походження. Він зберігся у складі хатсько-хетської білінгви, однак табличка надто пошкоджена, також інтерпретація хатської на сьогоднішній день недостатньо повна, тому хатський текст розуміється дуже погано і міф більш відомий у його хетському варіанті. Оповідь є частиною ритуалу, який виконувався, коли «Бог Гроза страшно гримить».
«Іллуянка» (або «Боротьба Бога Грози із Драконом», (CTH 321) є культовим міфом фестивалю, який відбувався щороку навесні у священному місті Нерік. У міфі Бог Гроза спершу зазнає поразки від Дракона (Змія) і втрачає свої очі, а потім за допомогою людей повертає їх собі, вбиває Дракона і власного сина, який допоміг йому повернути очі. У міфі таким чином підкреслюється необхідність співпраці між божествами та людьми задля підтримки космічного порядку, але одночасно вказується, що надто близький контакт із богами дуже небезпечний і може призвести до смерті.
«Зниклий бог» (або «Міф про Теліпіну», CTH 323—336) є дуже поширеним сюжетом у хетів. Зазвичай головним героєм виступає бог Теліпіну (Теліпінус), але у ролі протагоніста може опинитися будь-яке божество, включно з особистими богами окремих осіб. При цьому зміст міфу зазнає лише невеликих змін. Роздратований бог зникає і всюди починаються нещастя, інші боги, включно з Богом Сонця намагаються його знайти, але безуспішно. Тоді Матір Богиня посилає на пошуки маленьку бджолу і та знаходить зниклого бога. Його лють вгамовується богинею магії Камрусепою та людиною, що виконує ритуал, причому божественне і ритуальне так тісно переплетено, що майже неможливо зрозуміти, де закінчується описи і починаються людські дії. Цей міф теж демонструє, що в уяві хетів люди й боги поділяють відповідальність за долю світу.
«Теліпіну та донька Моря» (CTH 322) — примикає до циклу про зниклого бога, оскільки тут теж показується, яких лих зазнає світ під час відсутності бога. Тут Бога Сонця викрадає Море, але Теліпіну рятує його, коли одружується на доньці Моря і просить звільнення Бога Сонця як весільного подарунка.

### Гісторіоли та міфологеми
Існують також короткі міфологічні оповіді чи алюзії до міфів, які містяться у різноманітних культових та ритуальних текстах, найчастіше у замовляннях. Хоча вони надзвичайно короткі, оскільки стосуються історій, які були добре знайомі хетам, але часто містять дуже цінну інформацію про хетські вірування, яка більше ніде не збереглася. Наприклад, фестивальне замовляння CTH 671 описує топографію анатолійського підземного світу.
Гісторіоли — це тип заклинань, у яких магічна дія описується через коротку міфологічну оповідь. На сьогоднішній день гісторіоли із архіву Хаттуси не проаналізовані і не систематизовані.

### Фантастичні оповіді про давню історію
Низка текстів описують події із ранньої хетської історії у стилі, який не використовувався у пізніших епохах. У цих текстах присутні фольклорні мотиви та гумористичні елементи. Вони мали за мету не записати історичну інформацію для нащадків, а дати моральний чи політичний урок.
«Залпа» (The Zalpa Text, «Повість про дітей цариці Канесі», CTH 3) зображає боротьбу між хетами (які ще асоціюються передовсім зі своїм найдавнішим містом Несою) та містом Залпа, яке розташовується десь на узбережжі Чорного моря. Хоча текст пов'язаний із реальними містами, де хети мешкали на межі 3 і 2 тисячоліття до Р. Х., однак сюжет його більш давній. Оповідь розпочинається з міфу про чудове народження тридцяти героїв-близнюків, які згодом вступають у кровозмісний шлюб зі своїми тридцятьма сестрами. Завершення цієї міфологічної лінії втрачено. Сліди цього міфу є і у давньоіндоіранській традиції, і в давньоірландській, тобто можна констатувати, що це рідкісний зразок оригінального хетського (індоєвропейського) міфу, а не запозиченого у хатів. У рештках тексту розповідається про зрадницьку угоду між Залпою та першими хетськими правителями Хаттуси та подальше заслужене знищення міста Залпи.
«Історія Анум-Хірбі» (CTH 2) — фрагментарний текст про героя, що має хуритське ім'я, де оповідається близька до «Залпи» та біблійного сюжету про Мойсея історія про покидання дитини та її порятунок.
«Повість про канібалів» («Текст про канібалів», CTH 17) стосується найдавніших хетських військових кампаній у Сирії. В описі світу, із яким зіткнулися хети, поєднуються як достовірні деталі, про які ми вже знаємо, так і фольклорні мотиви, наприклад канібалізм: «Якщо вони [сирійці] бачать товсту людину, то вбивають її і з'їдають».
«Таврський перехід» (CTH 12) описує як Бог Гроза у вигляді бика допомагає хетам досягти Сирії, пробиваючи своїми рогами перехід через Таврські гори.
Іноді в творах цього жанру помітна шкільна вченість автора тексту — писаря чи поета. Це відбивається, наприклад, на образі богині Сонця, яка сидить на своєму престолі та пише клинописне послання, де згадується місто, куди слід іти хетському війську. Цей образ завершує фрагменти ще одного хетського віршованого твору про похід хетів через Північну Сирію до Середземного моря. Ця подія відзначалася як найважливіша для історії Давньохеттського царства у цілій низці історичних та ритуальних давньохетських текстів. У поетичній оповіді вона постає як подвиг героя, котрий перетворився на бика і зсунув гору, яка стояла на шляху хетів.

### Історичні тексти
У хетський літературі існував історичний жанр анналів (літописів), де події викладаються хронологічно, а також жанр діянь, де події організовані за іншим принципом: географічно, за персонажем або типом.
Багато важливих творів, що укладалися від імені давньохеттських царів, як «Аннали Хаттусілі I» і «Заповіт Хаттусілі I», «Послання Телепіну» дійшли до нас і в хетському, і в аккадському варіантах. Та за своїм жанром ці тексти відрізнялися від усієї попередньої аккадської літератури, тому їх можна вважати оригінальними хетськими.
«Аннали Хаттусілі I» (CTH 4) були одним із найперших зразків цього жанру в літературі Передньої Азії, бо в ассирійській літературі аннали з'являться лише через три століття і, можливо, саме під впливом хетських зразків. Текст про Хаттусілі I продовжує традицію, почату написом царя Аніттаса: в обох випадках оповідь про подвиги царя під покровительством богів поступово наближається до його найбільшого досягнення, чим і завершується розповідь. У цьому творі, написаному від першої особи, Хаттусілі I порівнюється із Саргоном Аккадаським, причому порівняння робиться на користь хетського правителя.
Жанр діянь був найпоширенішим у хетів історичним жанром. До часів Давнього царства відносять «Діяння Хаттусілі I» (CTH 14–15), «Діяння Мурсілі I» (CTH 12–13) та «Діяння Аммуни» (CTH 18).
Королівські едикти (укази) теж становлять певну літературну цінність. «Едикт Хаттусілі I» (CTH 5) було видано, коли «Великий Цар» захворів у місті Куссар і передав правління юному Мурсілі. У тексті пишномовно описується, чому Хаттусілі обирає наступником свого онука Мурсілі, але відкидає кандидатуру іншого претендента — Лабарна. За духом текст віддалено нагадує біблійну історію про Ісава та Якова.
Наступний крок у розвитку історичного жанру здійснив автор «Послання Телепіну» (CTH 19, 16 століття до Р. Х.), у вступній частині якого уся рання історія Хетського царства описується з єдиної точки зору як приклад зразкового правління, що контрастує з подальшими темними часами. «Послання» теж є царським едиктом, у ньому кодифікуються правила наступництва царського престолу, і автор закликає наслідувати давні звичаї і принципи. Щоби підтвердити ці слова і описується рання історія хетів. У творі дається моральний висновок: якщо весь царський рід буде єдиним і дотримуватиметься традицій, і ніхто не вчинятиме заколотів і боротьби за трон, то Хетська держава буде процвітати.
«Послання» близьке за своєї задачею та структурою до «Заповіту Хаттусілі I» — обидва тексти є зверненням хетського царя до зібрання. Дослівний збіг деяких місць обох текстів дозволяє думати, що заповіт Хаттусілі I (або інше подібне звернення царя) стало зразком для Телепіну.
Численні походи хетських царів до різних міст Малої Азії та Північної Сирії описані у спеціальних хетських історичних творах, фрагменти з який збереглися. Деякі з цих історичних оповідей продовжують певною мірою месопотамську традицію про великих царів Аккаду, до якої близький давньохетський текст легенди про Нарам-Сіна, нащадка Саргона I. У цьому тексті, що дозволяє частково реконструювати старовавилонський оригінал, який до нас не дійшов і який сильно відрізняється від пізнішого новоаасирійського, Нарам-Сін (Нарам-Суен), який зазнав трьох поразок підряд, ворожить, воюють з ним боги чи смертні. Для цього колють ножем раба і залежно від того, чи покажеться у раба кров, з'ясовують результат ворожіння. Схожий спосіб ворожіння відомий і в інших давньохетських текстах, зокрема і в оповідях про «людоїдів», з якими воювали хети.
Образні уподібнення до тварин зустрічаються не тільки у фантастичних оповідях, а й у власне історичних творах. Хаттусілі I у своєму літописі не раз називає себе левом (що, імовірно, відповідає традиції хатів, де лев і герой позначалися одним словом). У давньохетському написі 17 століття до Р.Х., про війну з Хальпою ворога уподібнюють ведмедю, обложеному у барлозі під час полювання. У заповіті Хаттутілі автор звертається до слухачів із закликом: «Нехай ваш рід буде єдиним, як вовчий!» Сам тотемний образ Царя-Вовка та його мовне позначення сходять до найдавніших індоєвропейських та євразійських елементів.
Відмітною рисою давньохетської історичної прози є незвичайний лаконізм, вочевидь викликаний довгою традицією (мажливо, хатською), що підготував стиль, який нагадує деяких латинських авторів. Наприклад: «Вони билися під Цальпою. Його поранили. Анумхерва був у Цальпі. І з міста він побачив відрізану голову свого сина. Він наповнив золоту чашу і в неї налив отруту. І її він випив».

### Прислів'я і анекдоти
Таким лаконічним стилем написана і «Придворна хроніка» (CTH 8) — збірка повчальних оповідей-анекдотів про вчинки придворних та посадових осіб, яких суворо карав цар. Цей текст вочевидь використовувався, щоби вчити дітей правителів та майбутніх посадових осіб.
До цього жанру, що дозволяє говорити про специфічну форму хетського гумору, яка була властива і подальшій хетській літературі, близький і написана аккадською оповідь про облогу міста Уршу, де детально описують хитрощі воєначальників, які обманюють царя. Структура цього тексту, де чергуються репліки царя та вісника, який приходить до нього, нагадує той давньогрецький дотрагедійний жанр «балагану», який реконструювала О. Фрейденберг на основі архаїчних зразків «Сімох проти Фів» Есхіла.
Прислів'я теж збереглися, як в окремих збірках, так і у складі інших текстів.

## Середньохеттська література

### Молитви і гімни
Гімни у хетів — це вступні частини молитов, у яких божество всіляко прославляється, аби воно було у доброму настрої під час звертання до нього чи прикликання. Цей жанр у хетів був очевидно запозичений у Месопотамії і майже завжди зберігає риси запозичення, а то й просто перекладу. Ті твори, у яких гімн складає більшу частину тексту, зазвичай є прямими запозиченнями із Сирії та Месопотамії, наприклад гімни про Бога Грозу (CTH 313, CTH 314) та тримовний гімн про Іштар (CTH 312).
Ситуація дещо складніша у випадку гімнів до Бога Сонця. Вони існують лише у хетськомовних версіях, хоча явно пов'язані зі своїми месопотамськими попередниками. Звертання до Бога Сонця відбиває месопотамське уявлення про нього, як про покровителя правосуддя. Бог Сонце мандрує по небу протягом усього дня, він усе бачить, і може посприяти відновленню добрих взаємин між людиною, що молиться, та будь-яким іншим божеством.
У молитвах до богів часів Середнього царства (15 століття до Р.Х.) хетські царі скаржаться, що народ касків відібрав у хетів, а значить і у хетських богів, міста північної Малої Азії — стародавні культові центри, де здійснювалися ритуальні жертвопринесення.
У середньохетські часи створена і «Молитва Кантуцілі» (CTH 372—374), де поетично виражена думка про обмеженість людського життя та його приреченість, що нагадує не тільки по суті, а й по стриманості викладу зразки старозавітної мудрості. За жанром і за деякими поетичними ознакам ця молитва продовжує шумерські поетичні нарікання, однак автор-хет зумів піднятися до філософської та ліричної висоти у безпосередньому зверненні до особистого бога зі скаргами на свою хворобу і на те, що люди смертні. Цей твір по праву вважається найзворушливішим у всій хетській літературі.
Вільне використання мотивів шумерської та аккадської поезії, як і в молитві Кантуцілі, характерне і для гімнів до Сонця, що належать цьому ж періоду. Тут можна знайти разючі збіги з сучасними їм єгипетськими. З рис, які характерні для хетського гімну до Сонця і для єгипетського напису Аменхотепа IV (Ехнатона) — клятви Сонцю, слід особливо виділити мотив колісниці Сонця, запряженої кіньми. Мова йде про новий, імовірно метаннійський (хуритський) за походженням мотив, схожий на індоіранський. У зв'язку з цим звертають на себе увагу й інші риси, які об'єднують хетський гімн з індоіранськими («Авестою»), наприклад, ліворуч від Сонця летять «Страхи» (в «Авесті» це демон Рашну). Ці уявлення могли бути засвоєні через хуритів, які зазнали індоіранського впливу своїх сусідів. Однак при цьому у хетів ці уявлення суміщені й зі спадщиною хатської обрядової поезії, звідки, зокрема, запозичено зворот «Страхи і Жахи», який пізніше вплинув на грецьку гомерівську традицію.
Поряд із рисами, які можна вважати архаїчними, у хетських гімнів до Сонця є і мотиви, які перегукуються з пізнішою старозавітною літературою і навіть її продовженнями. Зокрема, вислів «Я йду своєю дорогою правди» (пор. «Притчі» 8:20) та думка про бога, як покровителя знедолених. Із інших численних аналогій старозавітної та новозавітної літератур, які можна знайти у середньохеттських текстах, слід відзначити образ вина як крові (пов'язаний із символом причастя), котрий вживається у середньохетському тексті військової присяги.
Інший тип молитов, цього разу унікальний для хетів, це «виправдання» (аркувар). Із хетських уявлень, що лиха — це результат невдоволення богів людськими негідними вчинками, випливає, що людина може пом'якшити покарання, якщо спробує виправдатися, пояснивши, які обставини спонукали її так чинити. Яскравим зразком подібного є «Молитва щодо чуми Мурсілі II» (CTH 378), а також «Молитва Хаттусілі III та Пудухепи» (CTH 383—384) та «Молитва царя Арнуванди I та цариці Ашмунікал» (CTH 375). У «Молитві Муватталі II до бога міста Кумманні» (CTH 382) монарх зізнається, що не розуміє причини гніву бога, але обіцяє провести розслідування серед жителів міста.
З-поміж інших молитов варта уваги «Молитва до Сонячної Богині Землі» (CTH 371), яка просить членів почту богині приховати від неї можливі негідні вчинки молільника, на які та може звернути увагу. «Молитва Муватталі II до зібрання богів» (CTH 381) є просто прикликанням усього існуючого пантеону богів, доповненим коротким проханням про конкретну ситуацію.

### Історичні оповіді
До середньохеттського часу на передній план стали висуватися південні та південно-західні області Малої Азії, що відображено в «Діяннях Тутхалії II» (CTH 142) та в історичній оповіді про Маддуватасу, де вперше згадані ахейці (Аххіява).
У середньохетський період були також укладені «Діяння Арнуванди I» (CTH 143).

### Південно-західні ритуали
До середньохеттського часу сходять найбільш ранні зразки ритуалів, створених від імені жриць — мешканок цих областей. Можливо, першим прикладом може слугувати ритуал жриці Мастіггас, що родом з Кіццуватни (район з хурито-лувійським населенням). У заключних словах цього ритуалу відбиті вірування, пов'язані з характерним для хуритів циклічним уявленням про час.

### Лувійський та єгипетський вплив
Імена деяких царів цього періоду визначаються як лувійські, вони відрізняються від хатських імен давньохетських царів. Царські імена у середньохетський час, як і пізніше, на печатях виступають у двох формах — клинописній та ієрогліфічній.
Так звана хетська, точніше лувійська і хуритська, ієрогліфічна писемність була створена населенням південних областей Малої Азії, можливо за зразком єгипетської ієрогліфіки. Окремі зразки ієрогліфічної писемності зустрічаються і в 18 столітті до Р. Х., але особливо широко нею почали користуватися у середньохетський період.

## Новохетська література
Найбільшу поетичну цінність, крім перекладів з хуритської мови, у новохетській літературі являють ритуали та міфологічні уривки, що збереглися і в лувійських фрагментах, і які пов'язані з культурним впливом півдня Малої Азії та Сирії.
Контакти з Сирією, що були однією з причин проникнення до хетів хуритського культурного впливу, у новохетський період призвели також і до появи хетського міфу про бога Ваала і богиню Ашерту, що намагалася його спокусити, а потім звинуватила у посяганні на її честь, що близько до старозавітної історії Потіфара. Також в архіві Угариту, який у той час був васалом хетів, знайдені разки хетської писемності, зокрема міфологічний уривок з шумерським та аккадським перекладом.

### Молитви
Численність перекладної чи виниклої під хурито-лувійським впливом літератури новохетського часу контрастує з порівняно невеликою кількістю самостійних творів. У цей період влада царя перетворилася на типовий східний деспотизм й оригінальна література звелася до укладання текстів від його імені, тому часто залежала від його особистості. Це особливо видно на прикладі Мурсілі II (бл. 1343—1313 до Р. Х.). Від його імені укладена ціла бібліотека таблиць, хоча б частину з яких він сам писав чи диктував. У деяких із них загальний релігійний характер пам'ятки поєднується з особистою нотою, яка звучить у звертанні автора до бога. Найбільш значними з них є молитви царя Мурсілі II, які написані у формі листа до богів під час чуми, що спустошувала Хеттське царство.
Думка про смирення земного царя перед богом, що насилає чуму, поєднує молитви Мурсілі з «Виходом» у давньоєврейській літературі. Схожість посилюється тим, що Мурсілі говорить про єгипетську чуму, яка згодом перейшла до хетів. Згідно з поглядами у цьому тексті, схожими на давньоєврейські, за гріхи батька може відповісти син. Відплата наступає рано чи пізно. Не лише ці молитви, у яких можна бачити віддалений прообраз відповідних місць Старого Заповіту, але й сама форма цих молитов має разючу схожість зі старозавітною.
Існує багато висловів, що нагадують стиль біблійних притч. У них, близьких до пізніших релігійних вчень Сходу, чітко виражена думка про особисту відповідальність вільної людини перед нащадками та історією. Однак із трагічним голосом пробудженої історичної свідомості особистості, які звучать у молитвам Мурсілі, поєднуються відгуки успадкованих від більш давніх часів наївних антропоморфних уявлень про богів.
Сам Мурсілі II, як і всі інші царі новохеттського часу, був обплетений складним мереживом архаїчних обрядів, що оточували священну особистість царя. Кожен його крок, найдрібніші подробиці побутового життя, підпорядковувалися суворим обрядовим приписам, що відображено у деяких його творах.

### Історичні оповіді
Мурсілі II або писар, який творив під його іменем, розвинув жанр літопису — анналів, що був намічений ще Хаттусілі I у давньохетській літературі і продовжувався у середньохетській (аннали Тудхалії).
Від імені Мурсілі II укладено два варіанти його власних анналів та діяння його батька Суппілуліуми II.
- «Десятирічні аннали Мурсілі II» (CTH 61) охоплюють перші десять років правління царя, а «Аннали Мурсілі II» майже століття. Укладач цих текстів проявив себе як видатний письменник-історик. У низці випадків він виходить за межі офіційного переліку військових перемог та ритуальних подорожей царя і дає цікаві свідчення (наприклад, про сватання вдови фараона або про суспільний устрій каскських племен).
- «Діяння Суппілуліуми II» (CTH 40) — найповніший зразок свого жанру. Текст був записаний під час правління сина Мурсілі II. Твір цікавий тим, що у ньому описується посольство від єгипетської вдови фараона, яка пропонує укласти дипломатичний шлюб із сином хетського правителя.

### Автобіографії
До жанру царських анналів та едиктів близька «Апологія Хаттусілі III» (CTH 81, 1282—1250 до Р. Х.) — одна з найперших відомих автобіографій у літературі Передньої Азії. З попередньої літератури, окрім написів єгипетських вельмож, можна назвати лише напис Алалаха (Північна Сирія), який на 200 років старший за автобіографію Хаттусілі. Серед тих творів хетської літератури, де увага зосереджена на авторові, ця автобіографія вирізняється особливим індивідуальним характером викладу та формою тексту, передовсім оповіддю про дитинство царя та його кохання до дружини Пудухепи. Мова і стиль автобіографії, імовірно, близькі до розмовного мовлення. Та саме на прикладі цього твору можна побачити, як писарі новохетського часу були під владою літературних штампів, успадкованих від стародавніх часів хетської історії.
Зовнішньою метою автобіографії було прославлення богині Іштар-Шаушки. Культ цієї богині був нововведенням Хаттусілі III і його дружини Пудухепи. На думку автора, втручання Іштар завжди допомагало царю і виправдовувало його дії, достатньо сумнівні з точки зору як звичайної моральності, так і з позицій правової свідомості хетів. Та ця думка про заступництво викладена дослівно у тих же висловах, у яких за 400 років до цього укладач анналів Хаттусілі I описував заступництво хатської Богині Сонця священного міста Арінни. Ототожнення хуритської богині з хатською чітко видно у молитві дружини Хатусілі III — Пудухепи. Автобіографія починається формулою прославлення богині, яка виділяється з-поміж інших богів. Ця формула відтворює відповідні давньохетські обрядові звертання ритуальної поезії хатті.
Прихованою метою тексту було виправдання усунення Хаттусулі III свого родича Мурсілі III від влади.

### Написи

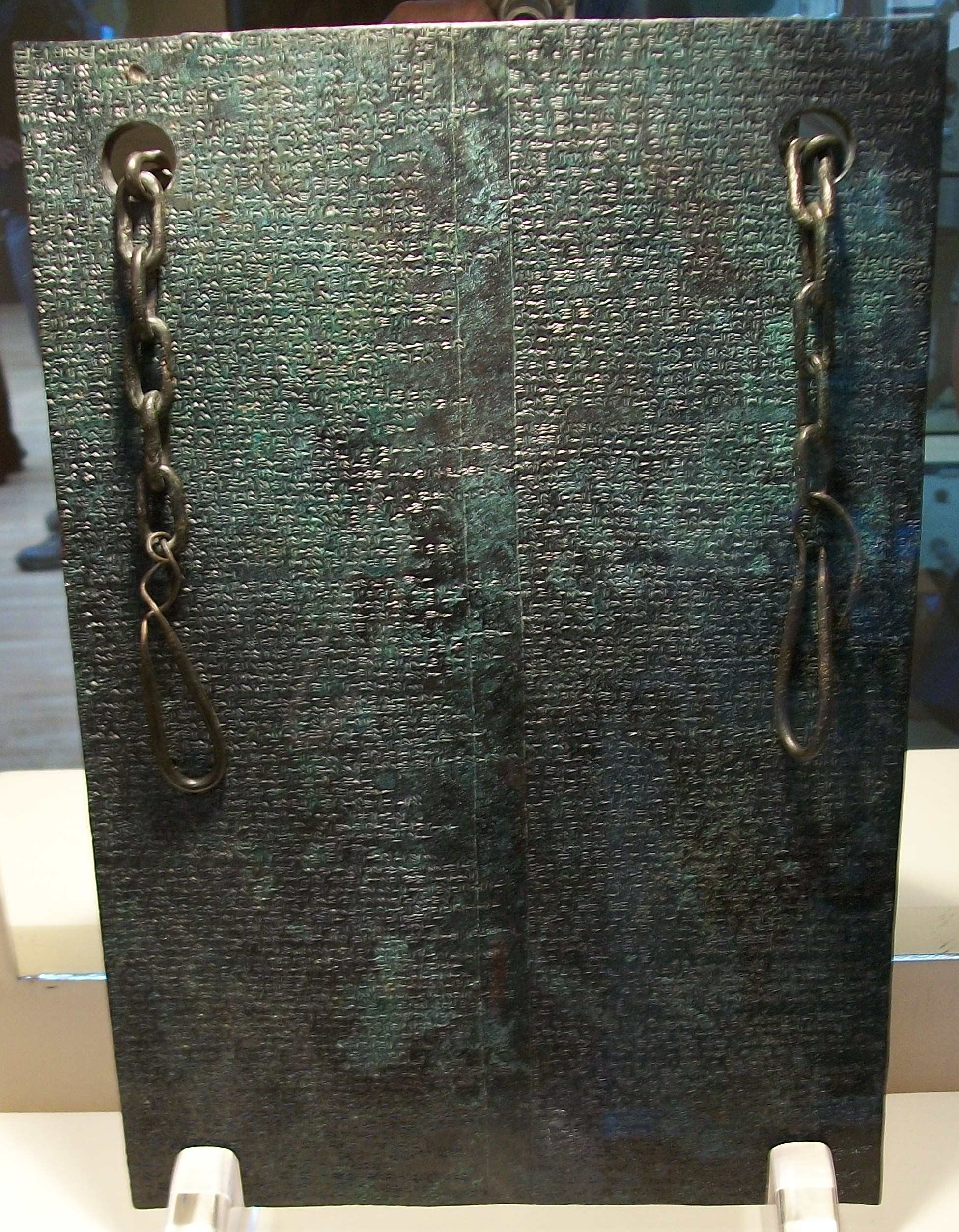
Договір Тудхалії IV з Хатті та Курунти

Монументальні царські написи, які були дуже поширені по всьому Близькому Сході та Єгипті, у Хетській державі майже не зустрічаються. Окрім вже згаданого «Напису Анітти» із давньохетського періоду, зберігся також цікавий напис «Завоювання Кіпру» (CTH 121). Цей напис створений у час правління останнього великого хетського царя Суппілуліуми II і складається із двох монументальних написів, які описують бої за Кіпр. Перший вів Тудхалія IV, а другий його син Суппілуліума I. Авторство обох приписується останньому у самому тексті. Пам'ятка існує на клинописній таблиці, але ймовірно, що вона є копією дійсних монументальних написів. Утім, нам не відомі випадки, щоби клинопис хоч десь використовувався для монументальних написів, для цих цілей у новохетському царстві користувалися лувійським ієрогліфічним письмом. Тож імовірно, що цей напис був перекладом з лувійської, про що також свідчить його стиль, який складає враження стилізації під стародавній текст.

### Дипломатичні тексти
Збереглося чимало хетських дипломатичних текстів, зокрема договорів. З-поміж них деякі мають і літературну цінність, оскільки зазвичай містять риторичний історичний пролог. Наприклад, «Договір між Мурсілі III з Хатті та Купанта-Курунтою з Міра-Кувалії» (CTH 68) має пролог, у якому хетський цар переконує сина бунтівного васала бути покірним, спершу залякуючи його, а потім великодушно даруючи йому право керувати землею батька.
У «Договорі між Суппілуліумою I з Хатті та Хукканою з Хаяси» (CTH 42) хетський правитель вживає застережний анекдот, аби попередити про заборону неналежної сексуальної поведінки, яка може привести придворного до наглої смерті:
|  | Стережися придворних жінок. До якого би типу придворних жінок вона не належала, до вільних жінок, чи служниць, не наближайся до неї і не проходь поруч із нею. І твій раб чи рабиня нехай не проходять поруч із нею. Стережися її. Коли бачиш придворну жінку, то тікай з її дороги подалі (букв. відстрибуй з її шляху і нехай вона має широку дорогу). Стережися цих придворних жінок. Ким був Марія і з якої причини він помер? Хіба не служниця проходила повз і він не поглянув на неї? Однак батько Моєї Величності поглянув у вікно і помітив цей його переступ, і сказав: "Ти, чому ти поглянув на неї?" Ось з якої причини він помер. Чоловік пропав лише через те, що подивився звіддаля. Тож стережися. |

## Пізньохетська література
Після загибелі столиці хетів Хаттуси (бл. 1200 до Р. Х.) попередні васальні області з лувійським населенням на півдні Малої Азії та півночі Сирії стали невеликими незалежними державами, які іноді називаються «пізньохетськими». У їхньому мистецтві продовжуються традиції лувійсько-хуритського монументального стилю, важливу частину якого складали ієрогліфічні лувійські написи. У цих написах місцеві дрібні правителі, що носять гучні імена давньохетських та новохетських царів, інколи використовують стандартні формули, що нагадують старі штампи хетської літератури. Найдовший лувійський ієрогліфічний напис цього типу, що знайдений у Каратепі з паралельним фінікійським, має сліди впливу стилю семітської поетичної прози з характерними для неї фігурами повторів. Близько 700 до Р.Х. такі написи припиняються, хоча окремі ієрогліфічні написи ще зустрічаються як священні символи.
Мови, що є продовженням лувійської (лікійська) та хетської (лідійська) на заході Малої Азії існували до античних часів, коли на них були здійснені нечисленні написи літерним письмом на зразок давньогрецького. Серед написів цими мовами є поетичні, які, імовірно, зберігають деякі сліди традиції, що пов'язана з хетською та лувійською літературами.
Історію Лідії докладно описав Геродот, який імовірно спирався на місцеві джерела, що до нас не дійшли. З його оповіді видно, що і лідійські царі (тобто не хетські, а лувійські спадкоємці) носили такі традиційні хетські імена як Мурсілі. Можливо, саме завдяки лідійській традиції спадщина хетського царства ще раз дійшла до античної Греції, хоча тепер цей вплив уже не був таким помітним.
Імовірно, з лідійською та лікійською культурною традицією пов'язана і етруська. Переказ про малоазійське походження етрусків знаходиться в «Енеїді». Цим можна пояснити такі культурні зв'язки між стародавньою Малою Азією та Італією, як, наприклад, схожість переданого грецьким поетом-лідійцем Гіппонактом міфу про Кандавла — героя, який убив пса (немов ірландський Кухулін), із аналогічним мотивом у міфології етрусків та римлян.
Хетська література, як і хуритська, дозволяє побачити тісні зв'язки літературної творчості протягом 3-1 тисячоліття до Р. Х. у всьому східному Середземномор'ї та виявити ланки, що поєднують загальноєвропейський міфологічний фон літератури, успадкованої від Греції, із месопотамською літературною традицією.

## Перекладна література
У хетському архіві збереглося багато зразків перекладних міфів, епосу та інших жанрів: аккадських, хуритських та ханаанських (західно-семітських). Частина текстів є білінгвами. Не зовсім зрозуміло, яка була їхня функція: чи вони читалися вголос перед придворними, чи використовувалися лише як навчальний матеріал. Деякі переклади є переказами, що суттєво відрізняються від оригіналу.

### Аккадська
Аккадський епос представлений двома версіями «Міфу про Гільгамеша» (CTH 341) аккадською мовою, а також його хуритським та хетським перекладом. Хетський переклад цікавий тим, що там зміщено акценти і більш докладно описані події, які географічно ближчі до Хетського царства, тоді як більш віддалені скорочені або пропущені. Існує також фрагментарна аккадсько-хетська білінгва «Атрахасиса» (CTH 347).
Очевидно месопотамське походження має «Історія Ґурпаранзаха» (CTH 362), оскільки головний герой має хуритське ім'я, у складі якого є хуритська назва річки Тигр (Аранзах), а дія відбувається у місті Аккаді. Утім, жодних шумерських чи аккадських джерел цієї історії не збереглося. Сильно фрагментарний текст оповідає про те, як Ґурпаранзах одружився з принцесою й переміг 60 царів і 70 юнаків у змаганні зі стрільби з лука.
У хетському корпусі наявні також оповіді про діяння двох найвідоміших правителів Саргонської імперії (24-23 століття до Р. Х.) — її засновника Саргона Аккадського та його онука Нарам-Сіна. Ці персоналії були дуже популярні і часто зустрічаються у клинописних текстах Близького Сходу.
Хетський переклад «Короля битви» (CTH 310), оповіді, яка добре відома в аккадських оригіналах, описує бойовий похід Саргона углиб Анатолії з метою порятунку групи месопотамських купців. Хоча дуже малоймовірно, що ця оповідь мала якесь реальне історичне підґрунтя, однак вочевидь вона була дуже цікава хетам, оскільки безпосередньо стосувалася їхньої батьківщини.
«Діяння Нарам-Сіна» («Велике повстання проти Нарам-Сіна», CTH 311) — фрагментарний хетський текст, у якому розповідається про те, як Нарам-Сін придушує повстання непокірних васалів, зокрема «Памби, короля Хатті». Хетські архіви також містять дві дуже пошкоджені глиняні призми, у яких представлена хетська версія «Кутійської легенди Нарам-Сіна» («Нарам-Сін та навала ворогів», CTH 819), де Нарам-Сім б'ється із жахливою навалою, що вторглася у Месопотапію.
Один із рідкісних зразків гумористичної клинописної літератури «Облога Уршу» (CTH 7) написаний аккадською мовою. Висміювання тут слугує ідеологічним цілям. Історія розповідає, як підлеглі воєначальники хетського царя раз за разом не можуть захопити одне важливе сирійське місто. Карикатурна некомпетентність воєначальників має підкреслити прірву, що відділяє їх від царя в аспекті лідерських якостей.
Багато текстів слугували явно навчальним цілям у школах писарів. Наприклад, тримовна шумеро-аккадсько-хетська «Молитва матері» (CTH 315) чи аккадсько-хетський «Діалог між Супеамелі та його батьком» (CTH 316), що містить набір сентенцій, поданих як поради батька синові.

### Хуритська
Хуритський епос представлений білінгвами із записами «пісень» циклу про Кумарбі. Очевидно, що принаймні хуритські оригінали точно були поезією. Також в архіві збереглося хуритські казки («Казка про Аппу», «Казка про корову» та «Поема про мисливця Кессі»).
Цікавим твором є «Пісня про звільнення» (COS 1.82), який належить до літератури мудрості. Текст складається із трьох частин, написаних хуритською із хетським перекладом. Перша частина складається зі вступу та семи притч, потім слідує опис бенкету богів, а завершується все алегоричною історією про рабство.

### Ханаанська
Західносемітська міфологія представлена перекладом чи переказом «Міфу про Елкуніршу» (CTH 342). Цей міф може мати як ханаанське походження, так і інше семітське, тому його часто називають просто «сирійським». Особливість цього тексту у тому, що він є частиною більшого хетського ритуалу, хоча зазвичай іноземні міфи не включалися у хетські ритуали. Елкуніршу, чиє ім'я є транскрипцією семітського «Ел, Творець Землі», був зраджений своєю дружиною Ашерту, яка безуспішно намагалася спокусити бога грози Ваала. Коли Ваал її принизив, то вона мириться з чоловіком і планує помсту. Однак сестра Ваала, Анат, попереджує брата про небезпеку. На жаль, завершення цього міфу втрачено.

### Дослідження
- A Companion to the Ancient Near East. — Wiley-Blackwell, 2007.
- Archi, Alfonso. Hittite and Hurrian Literatures: An Overview // Civilizations of the Ancient Near East / Ed. by Jack M. Sasson. — New York, 1995. — pp. 2367—2377.
- Beckman, Gary. Hittite Literature // From an Antique Land: An Introduction To Ancient Near Eastern Literature / Edited by Carl S. Ehrlich. — Lanham: Rowman & Littlefield Publishers, Inc., 2009. — P. 215—254.
- Bryce, Trevor. The Kingdom of the Hittites. — Oxford: Oxford University Press, 2006.
- Bryce, Trevor. Life and Society in the Hittite World. — Oxford: Oxford University Press, 2004.
- Feder, Yitzhaq. Blood Expiation in Hittite and Biblical Ritual: Origins, Context, and Meaning. — Society of Biblical Literature, 2011.
- Hoffner, Harry A., Jr. The Laws of the Hittites. — New York: Brill, 1997.
- Laroche, Emmanuel. Catalogue des Textes Hittites, premier supplément. — Revue hittite et asianique. — XXX. — 1972. — P. 94–133.
- Singer, Itamar. The Calm before the Storm: Selected Writings of Itamar Singer on the End of the Late Bronze Age in Anatolia and the Levant. — Society of Biblical Literature, 2011.
- Иванов, Вяч. Вс. Хеттская и хурритская литературы // История всемирной литературы: В 8 томах. Т. 1. — М.: Наука, 1983. — c. 118—130.
- Иванов, Вяч. Вс. Древняя литература Малой Азии // Луна, упавшая с неба. — М.: Художественная литература, 1977. — с. 5-32.
- Кузьменко, Д. Хетська література // Δημήτρός γραφεύς. — 2 липня 2017.
- Языки мира: Реликтовые индоевропейские языки Передней и Центральной Азии / РАН. Институт языкознания. Ред. колл.: Ю. Б. Коряков, А. А. Кибрик. ― М.: Academia, 2013. — 512 с.

### Тексти
- Textzeugnisse der Hethiter (Hethitologie Portal Mainz) / Gerfrid G.W. Müller & Gernot Wilhelm. 2002—2013.
- Hoffner, Harry A. Hittite Myths. 2nd ed. — Society of Biblical Literature, 1998. — (Writings from the Ancient World, book 1).
- Beckman, Gary M. Hittite Diplomatic Texts. 2nd ed. — Society of Biblical Literature, 1996. — (Writings from the Ancient World, book 7).
- Singer, Itamar. Hittite Prayers. — Society of Biblical Literature, 2002. — (Writings from the Ancient World, book 11).
- Hoffner, Harry A. Letters from the Hittite Kingdom. — Society of Biblical Literature, 2009. — (Writings from the Ancient World, book 15).
- Miller, Jared L. Royal Hittite Instructions and Related Administrative Texts. — Society of Biblical Literature, 2013. — (Writings from the Ancient World, book 31).
- Cohen, Yoram. Wisdom from the Late Bronze Age. — Society of Biblical Literature, 2013. — (Writings from the Ancient World, book 34).
- Луна, упавшая с неба. — М.: Художественная литература, 1977. — 317 с.